# Vlag van Kayah

Vlag van Kayah

De vlag van Kayah heeft een kinnara gecentreerd op een rood-blauw-groene horizontale driekleur. De vlag is sinds 2010 in gebruik genomen.
De vorige vlag die 1974 tot 2010 werd gebruikt, heeft een kinnara gecentreerd op een rood-blauw-groene horizontale driekleur; een klein blauw kanton geplaatst op de rode band; binnen het kanton, 14 witte sterren van gelijke grootte omringd door een rijstaar met daarachter een tandwiel.

Historische vlaggen
1974–2010